# 王彥 (永樂進士)
王彥（14世紀—15世紀），字世俊，江西吉安府安福縣南鄉嘉溪人，明朝政治人物。

## 生平
王彥是永樂六年（1408年）的舉人，九年（1411年）成進士，獲授刑部主事，擢郎中，正統元年（1436年）自刑部主事降為雲南都司斷事，七年（1442年）得右僉都御史丁璿推薦，陞澂江知府，任內廉明慈惠、興學造士，又安撫流民、剷除奸弊，設立三關招募民守衛，不久以年老辭官，士民立祠祭祀他。孫王珍為弘治五年舉人，官至主事。

## 引用
1. 1 2  同治《安福縣志·卷十·人物志》：王彥，字世俊，南鄉嘉溪人，永樂辛卯進士，授刑部主事，厯郎中，左遷雲南都司斷事，薦擢澂江知府，廉明慈惠、興學造士，尤諄諄以孝弟廉恥相勉，郡中廢墜畢舉，引年歸，士民立祠祀之，生平耿介不苟，敦信秉禮，老而彌篤，孫珍官主事。 參通志
2. ↑  同治《安福縣志·卷八·選舉志》：明鄉舉……永樂六年戊子科 王彥 進士……明進士……永樂九年辛卯蕭時中榜……王彥 傳見宦績
3. ↑  《明英宗睿皇帝實錄·卷十六》：（正統元年四月癸丑）降刑部員外郎葉行忠為陝西布政司理問，主事王彥為雲南都司斷事，以故入人死罪也。
4. ↑  《明英宗睿皇帝實錄·卷九十一》：（正統七年四月壬辰）陞雲南都司斷事司斷事王彥為澂江府知府，從都察院薦也。
5. ↑  道光《澂江府志·卷十三·名宦》：王彥 字世俊，安福人，進士，由刑部郎中言事左遷雲南都司斷事，正統間陞知府，招流移、剷奸弊，並設三關募民守之，迄今永賴。